# プリマス (マサチューセッツ州)

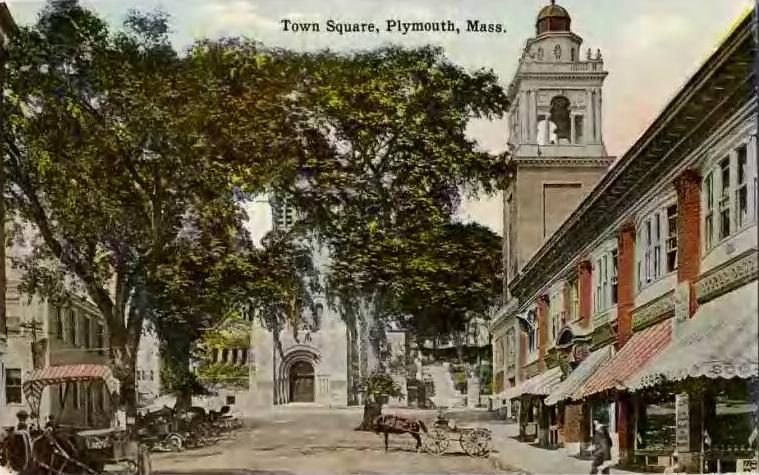
プリマスの町の中心部、タウン・スクエアを描いた古い絵　1910年頃

プリマス（Plymouth）は、アメリカ合衆国マサチューセッツ州東部にある町。ボストンの南東約64kmに位置し、マサチューセッツ湾の一部、プリマス湾に面する。同町の北西に位置するブロックトンとともにプリマス郡の郡庁所在地となっている。人口は6万1217人（2020年）。
プリマスはメイフラワー号でこの地に上陸した清教徒、ピルグリム・ファーザーズが入植したマサチューセッツ最初の入植地である。現在では「アメリカの故郷」(America's Hometown) と呼ばれ、人気の高い観光地となっている。
「プリマス」という地名は、いわゆる「巡礼始祖（ピルグリム）」が訪れる以前にバージニア植民地開拓の指導者ジョン・スミスによって命名された。

## 歴史

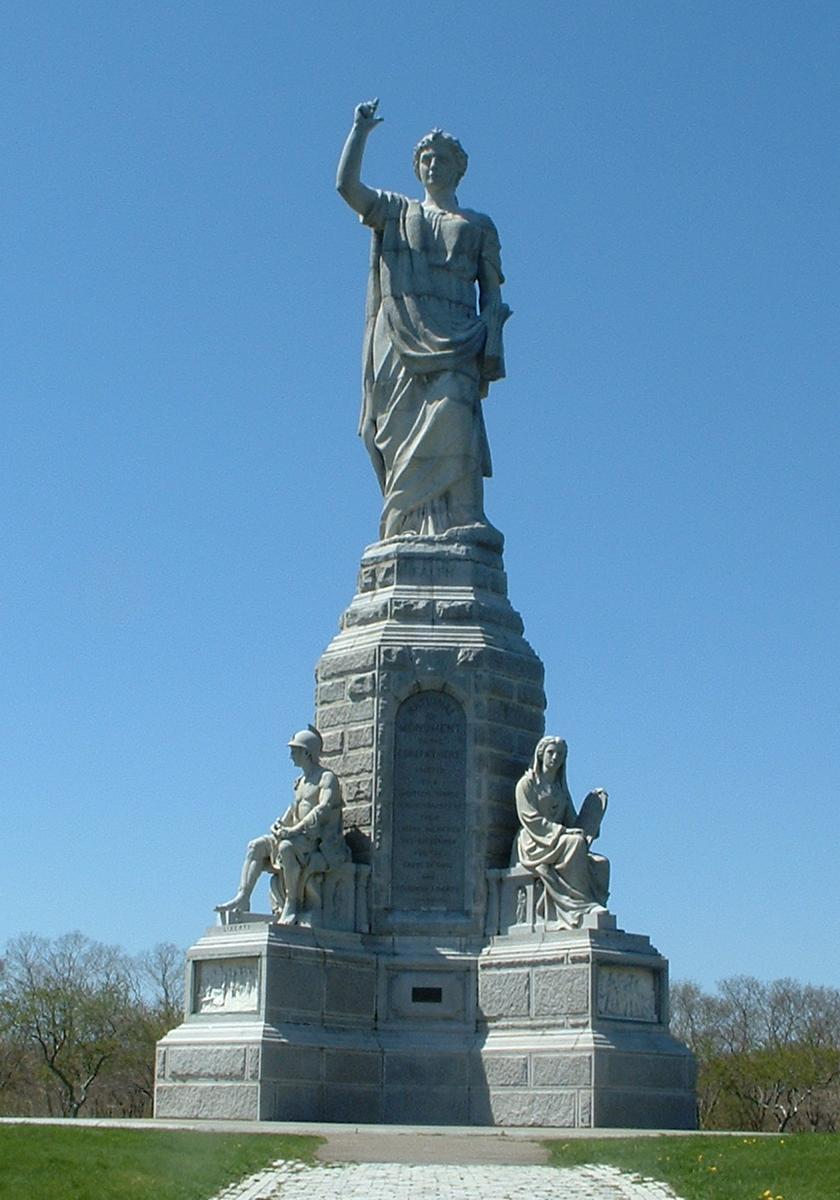
清教徒上陸記念像

ヨーロッパ人の入植が始まる以前は、この一帯はワンパノアグ族のパタクセント部族が住む村であった。プリマス植民地が開拓される以前に、ヨーロッパ人は二度、この土地を訪れている。1605年、サミュエル・ド・シャンプランはプリマス湾を航海し、ポート・セント・ルイスと名付けた。1614年には、ヴァージニア植民地ジェームズタウン開拓の指導者ジョン・スミスがケープ・コッド湾を探索し、辺りの地域をニュー・プリマスと名付けた。これはイングランドの都市プリマスの名前に由来する。この名称は1620年以前の地図でも確認されている。この時にもたらされたペストはあたりのインディアンの90-95%を病死させた。
1620年9月6日、イギリスのからの入植者、ピルグリム一行を乗せたメイフラワー号がイングランドのプリマスからアメリカへ向けて出発した。大西洋を横断し、12月21日にこのプリマスに上陸した。ピルグリム一行は最初コッド岬の先端に位置するプロビンスタウンに11月11日に上陸したが、土壌があまり良くなかったため、上陸後すぐにプロビンスタウンへの入植を断念し、そのままマサチューセッツ湾を渡ってプリマスにやってきたのである。こうしてプリマスはマサチューセッツ初、他地域を含めてもバージニア植民地ジェームズタウンに次いでアメリカ史上2番目のイギリス人入植地となった。やがてワンパノアグ族インディアンらを虐殺しながら入植は進み、プリマス植民地を形成していった。プリマス植民地は、1691年に隣接するマサチューセッツ湾植民地に吸収合併された。
その後プリマスでは造船業や漁業が発達した。1825年に設立されたプリマス・コーデージ社 (Plymouth Cordage Company) は、ロープ・紐類製造の代表的な企業であった。同社は1960年代に至るまで隆盛を迎えていたが、その後は他社の合成繊維製ロープが幅を幅を利かせるようになり、衰退していった。

## プリマスとインディアン

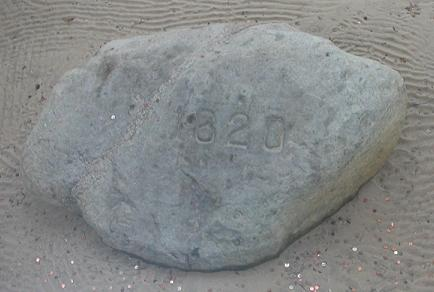
「プリマスの岩」

ピルグリム一行がこの地に上陸した際に「初めて踏んだ岩」とされるのが、同地の観光名所である「プリマスの岩」である。1970年には「ピルグリム・ファーザーズ上陸350周年記念の日」として、華やかな式典行事が行われた。
しかし白人にとって記念すべきこの岩は、インディアン達にとっては侵略と民族浄化の忌まわしい象徴である。この「ピルグリム・ファーザーズ上陸350周年記念の日」には、全米最大のインディアン権利団体「アメリカインディアン運動 (AIM)」が式典に乱入し、抗議行動を行った。
AIM活動家のラッセル・ミーンズらは、記念展示されていた「メイフラワー2世号」に乗りこんでマストにAIMの旗を掲げ、また土砂を満載したトラックを乗り付け、「プリマスの岩」を土砂で埋めてみせた。
プリマス植民団に虐殺され土地を奪われた、ワンパノアグ族をはじめとする周辺インディアン部族は、現在「ニューイングランド・アメリカ・インディアン連合」を結成している。
彼らは、同地で毎年行われる「ピルグリムファーザーズの上陸記念感謝祭」に対し、毎年この日にぶつけて「全米哀悼の日」として、虐殺された先祖への弔意を示す黒い腕章を着け、「白人によるワンパノアグ族虐殺の歴史を忘れるな」との標語を掲げ、抗議のデモを行っている。

## 観光

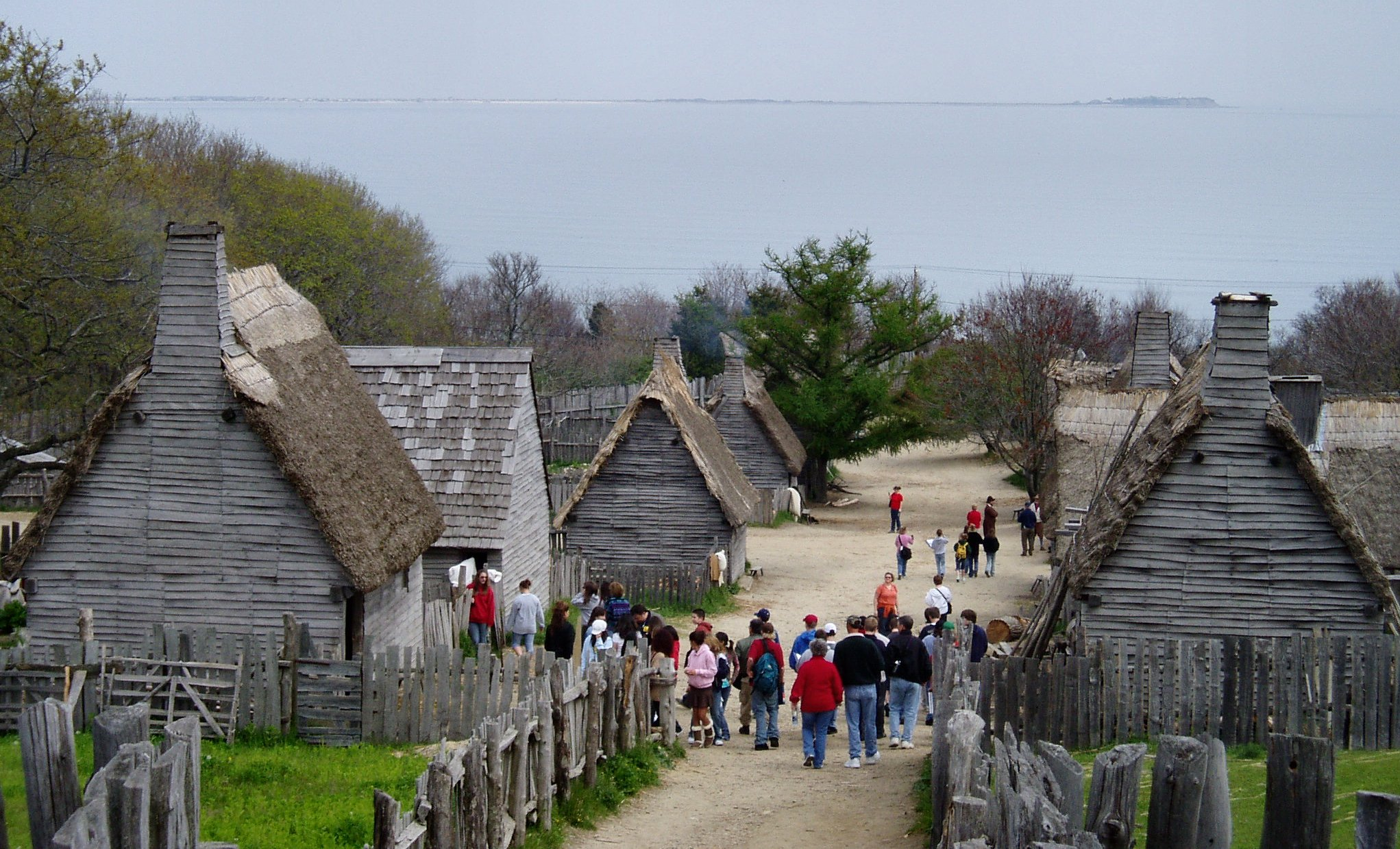
プリマス・プランテーション

今日では、プリマスは「アメリカの故郷」と呼ばれ、歴史的遺産を数多く残す観光地となっている。特に人気が高い町の見どころとしては、メイフラワー号の船員たちの上陸地点とされるプリマス・ロック、入植当時の生活を再現した野外博物館プリマス・プランテーション (Plimoth Plantation)、メイフラワー号のレプリカであるメイフラワー2世号（1957年製造）などが挙げられる。また、全米最古の公営博物館であるピルグリム・ホール博物館 (Pilgrim Hall Museum) や、1889年に立てられた清教徒上陸記念像 (National Monument to the Forefathers) も町の見どころとなっている。
これらの歴史的な見どころのほか、プリマスはビーチも有しており、夏の避暑地としても人気がある。プリマスの港から出航し、沖釣りやヨットを楽しむこともできる。州内2位の広さを誇る近隣のマイルズ・スタンディッシュ州有林 (Myles Standish State Forest) はキャンプ地として名高い。

## 地理

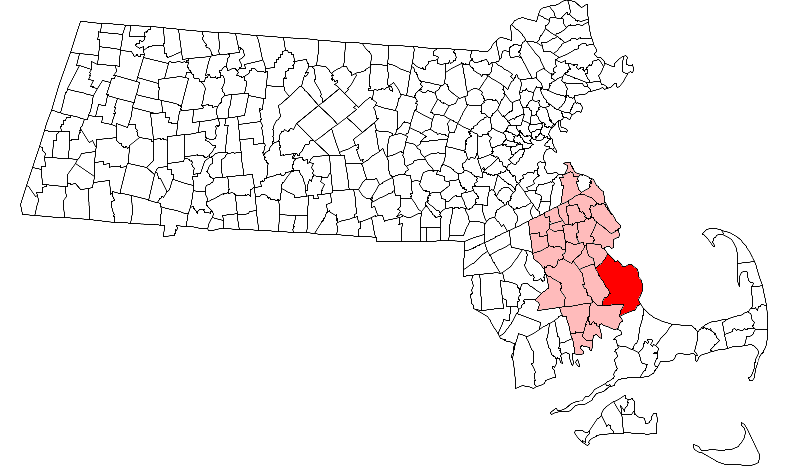
マサチューセッツ州内の位置

プリマスは北緯41度57分30秒 西経70度40分4秒 / 北緯41.95833度 西経70.66778度 (41.958, -70.667) に位置している。
アメリカ合衆国統計局によると、プリマス町は総面積347.0km² (134.0mi²) である。このうち249.8km² (96.5mi²) が陸地で、97.2km² (37.5mi²) が水域であり、総面積の28.00%が水域となっている。プリマスの町域面積はマサチューセッツ州の都市・町村の中で最も広い。

## 産業
産業の中では農業が盛んであり、野菜や果物などを多く輸出している。
特にプリマスはアメリカでも有名なクランベリーの産地であり、町内にはクランベリー畑が多く点在している。

## 交通
町の西を州道3号線が南北に走っている。州道3号線は州道ではあるが、州間高速道路93号線の延長線上にあり、ボストンとコッド岬を結ぶ高速道路になっている。なお、州道3号線はコッド岬に入るとそのまま国道6号線になる。ボストンのダウンタウンからは約64km、車で所要約50分である。また、高速道路の終点であるオーリンズ (Orleans) までは約80km、所要約70分である。国道6号線はオーリンズから先は一般道路となり、コッド岬先端のプロビンスタウンへと通じている。プロビンスタウンまではコッド岬湾を大きく回って約123km、所要約2時間である。
プリマスはマサチューセッツ湾交通局（MBTA）が運行する通勤鉄道の終点である。このほか、ボストンからプリマス・アンド・ブロックトン社 (Plymouth & Brockton) の中距離バスも出ている。いずれもボストンのサウス駅が起点である。
このほか、プリマスの港からはプロビンスタウンへのフェリーが毎日運航している。
町内の交通機関としては、アトルボロ都市圏交通局 (GATRA) の運営する路線バスがプリマスおよび周辺地域を広くカバーしている。

## 人口動勢
以下は2000年国勢調査における人口統計データである。
| 基礎データ - 人口: 51,701人 - 世帯数: 18,423世帯 - 家族数: 13,264家族 - 人口密度: 206.9人/km²（536.0人/mi²） - 住居数: 21,250軒 - 住居密度: 85.1軒/km²（220.3軒/mi²） 人種別人口構成 - 白人:94.82% - 黒人: 1.91% - インディアン: 0.25% - アジア人: 0.57% - 太平洋諸島系: 0.04% - その他の人種: 0.93% - 混血: 1.48% - ヒスパニック・ラテン系: 1.68% 年齢別人口構成 - 18歳未満: 25.8% - 18-24歳: 7.1% - 25-44歳: 32.0% - 45-64歳: 23.9% - 65歳以上: 11.2% - 年齢の中央値: 36歳 - 性比（女性100人あたり男性の人口） - 総人口: 98.8 - 18歳以上: 96.4 | 世帯と家族（対世帯数） - 18歳未満の子供がいる: 36.0% - 結婚・同居している夫婦: 58.4% - 未婚・離婚・死別女性が世帯主: 10.4% - 非家族世帯: 28.0% - 単身世帯: 21.7% - 65歳以上の老人1人暮らし: 8.5% - 平均構成人数 - 世帯: 2.67人 - 家族: 3.16人 収入と家計 - 収入の中央値 - 世帯: 54,677米ドル - 家族: 63,266米ドル - 性別 - 男性: 44,983米ドル - 女性: 31,565米ドル - 人口1人あたり収入: 23,732米ドル - 貧困線以下 - 対人口: 5.4% - 対家族数: 4.4% - 18歳未満: 7.1% - 65歳以上: 6.9% |

## 姉妹都市
- プリマス、イギリス
- 七ヶ浜町、宮城県